# Hahn-Polynom
Die Hahn-Polynome sind eine Menge orthogonaler Polynome im Askey-Schema. Sie wurden 1875 von Tschebyscheff eingeführt und 1949 von Wolfgang Hahn wiederentdeckt.

## Definition
Die Hahn-Polynome {\displaystyle Q_{n}} können mithilfe der hypergeometrischen Funktion {\displaystyle {}_{3}F_{2}} wie folgt definiert werden:
{\displaystyle Q_{n}(x;\alpha ,\beta ,N):={}_{3}F_{2}(-n,-x,n+\alpha +\beta +1;\alpha +1,-N+1;1)\,.}

## Referenzen
- Eric W. Weisstein: Hahn Polynomial. In: MathWorld (englisch).
- Chebyshev, P. (1907), "Sur l'interpolation des valeurs équidistantes", in Markoff, A.; Sonin, N., Oeuvres de P. L. Tchebychef, 2, pp. 219–242
- Hahn, Wolfgang (1949), "Über Orthogonalpolynome, die q-Differenzengleichungen genügen", Mathematische Nachrichten 2: 4–34 doi:10.1002/mana.19490020103
- Koekoek, Roelof; Lesky, Peter A.; Swarttouw, René F. (2010), Hypergeometric orthogonal polynomials and their q-analogues, Springer Monographs in Mathematics, Berlin, New York: Springer-Verlag, ISBN 978-3-642-05013-8, doi:10.1007/978-3-642-05014-5
- Koornwinder, Tom H.; Wong, Roderick S. C.; Koekoek, Roelof; Swarttouw, René F. (2010), "Hahn Class: Definitions", in Olver, Frank W. J.; Lozier, Daniel M.; Boisvert, Ronald F. et al., NIST Handbook of Mathematical Functions, Cambridge University Press, ISBN 978-0521192255